# Modigliana
Modigliana é uma comuna italiana da região da Emília-Romanha, província de Forlì-Cesena, com cerca de 4.740 habitantes. Estende-se por uma área de 101 km², tendo uma densidade populacional de 47 hab/km². Faz fronteira com Brisighella (RA), Castrocaro Terme e Terra del Sole, Dovadola, Marradi (FI), Rocca San Casciano, Tredozio.

## Demografia
| Variação demográfica do município entre 1861 e 2011                               |
|                                                                                   |
| Fonte: Istituto Nazionale di Statistica (ISTAT) - Elaboração gráfica da Wikipedia |